# Serviço de Inteligência e Segurança de Estado
O Serviço de Inteligência e Segurança de Estado (SINSE) é o serviço de inteligência da República de Angola. O organismo foi criado a 29 de novembro de 1975, sob orientação do primeiro Presidente de Angola António Agostinho Neto.
O SINSE é um organismo subordinado ao Ministério do Interior.

## Estruturação das competências
O SINSE, do ponto de vista específico das competências dos serviços de inteligência e contra-inteligência, estrutura-se em dois grandes polos:
No polo da informação, a sua actividade consiste na busca e processamento de informações estratégicas, a produção de inteligência e a disseminação da mesma;
No polo da acção, a sua actividade consiste na realização de operações de segurança e de inteligência.

## Histórico

### Criação da DISA
O primeiro serviço de segurança de Estado da República Popular de Angola foi a Direcção de Informação e Segurança (DISA), criada em 29 de novembro de 1975, dezoito dias após a declaração de independência de Angola. O director da DISA, Ludy Kissassunda, ocupava o posto de ministro e reportava directamente ao Presidente Agostinho Neto. Outro nome importante do período como DISA foi o director-adjunto Henrique Onambwé.
A DISA participou ativamente da Guerra Civil Angolana e de operações repressivas gerais. O terror em massa, particularmente na repressão a tentativa de golpe de Estado em Angola em 1977, criaram uma reputação extremamente odiosa para a DISA. Em 22 de junho de 1979, a DISA foi dissolvida por "excessos".

### Tranformação da DISA em MINSE
As funções de segurança do Estado foram inicialmente transferidas para o Ministério do Interior (MININT), ficando sob a supervisão direta de Lourenço José Ferreira "Diandengue", vice-ministro de Kundi Paihama. Em 7 de julho de 1980, foi criado o Ministério da Segurança do Estado (MINSE). Os cargos ministeriais foram ocupados por uma década, alternadamente, por Kundi Paihama e Dino Matrosse.
As atividades do MINSE eram determinadas pela natureza do regime de partido único, e as suas tarefas estatutárias eram mantidas tendo em vista a forma de governo de ditadura do proletariado. O MINSE era, portanto, uma estrutura de poder voltada para o confronto com o movimento rebelde União Nacional para a Independência Total de Angola (UNITA). Por sua vez, a própria UNITA também tinha o seu próprio serviço de inteligência e contra-inteligência - o serviço denominado Brigada Nacional de Defesa do Estado (Brinde), que rivalizava fortemente com o MINSE.
Em 1986 a estrutura de Segurança do Estado ganhou o nome de "Ministério do Controle do Estado" (MINCE), permanecendo, no entanto, com o uso corriqueiro da sigla MINSE.

### Extinção do MINSE e fusão com a estrutura do MININT
No início da década de 1990, o Estado angolano abandonou o sistema econômico planificado e a forma de governo de ditadura do proletariado, convertendo, respectivamente em uma economia de mercado com democracia direta multipartidária. Durante as reformas, em 23 de fevereiro de 1991, o MINSE foi dissolvido e muitos funcionários que haviam participado da estrutura repressiva foram colocados em funções civis. As funções de segurança do Estado foram novamente transferidas para o MININT, mas, por cerca de dois anos, não tiveram um desenho estrutural definido. Somente em 27 de agosto de 1993, após as convulsões das primeiras eleições multipartidárias e o Massacre do Dia das Bruxas, foi aprovado o Estatuto Orgânico do MININT, que previa uma direção especial para a segurança interna e uma unidade ministerial correspondente. A área de segurança interna, ainda diluída no MININT, era chefiada por Nandó dos Santos, um familiar do Presidente José Eduardo dos Santos.
Houve algumas mudanças no conceito de segurança nacional (aprovado em 16 de setembro de 1992) e nos princípios de seleção de pessoal. As diretrizes de oponentes primordiais a serem identificados e combatidos deixaram de ser o elemento político desestabilizador, passando a ser o extremismo, o terrorismo, a corrupção e o crime organizado. Porém, o episódio da Guerra dos 55 Dias causou novo endurecimento do aparato de segurança interna.

### Recriação como SINFO
Em 25 de março de 1994, foi criado na estrutura do MININT um Serviço de Informação (SINFO) especializado. O seu primeiro chefe, com o posto de Vice-Ministro do Interior, foi Nandó dos Santos; este posto foi posteriormente ocupado por Baltazar Gourgel Dombolo, Fernando Miala, Fernando Eduardo Manuel, Carlos José Manuel, Mariana Lisboa e Sebastião José Martins.
As tarefas estatutárias do SINFO foram enfatizadas como de serviço de segurança do Estado e de defesa do Estado democrático de direito. As prioridades foram definidas na coleta e processamento de informações estratégicas, garantindo a segurança pública e do Estado, a cooperação internacional contra o terrorismo e o crime organizado e até mesmo na proteção da democracia, dos direitos e liberdades dos cidadãos. Ao mesmo tempo, as atividades reais do SINFO ainda foram impactadas pelo curso final da Guerra Civil com a UNITA, que passou a ser classificada como "combate ao terrorismo". O SINFO desempenhou um papel importante na inteligência e no apoio operacional às ações de contra-insurgência.
O término da guerra civil em 2002 afetou o sistema de inteligência. Por uma lei especial de 16 de agosto de 2002 foi aprovado o novo Sistema de Segurança Nacional de Angola, com o SINFO sendo removido do MININT e transformado em uma agência independente, subordinada pessoalmente ao Presidente de Angola. Foi criada uma Comunidade de Inteligência do Estado Angolano, composta pelo SINSE, pelo Serviço de Inteligência Estrangeira (SIE) e o Serviço de Inteligência Militar (SIM).

### Transformação do SINFO em SINSE
Em 5 de março de 2010, o SINFO foi renomeado e transformado no Serviço de Inteligência e Segurança do Estado (SINSE), também diretamente subordinado ao Presidente. As tarefas do SINSE eram "fornecer informações e análises ao Presidente, atividades no campo da inteligência e segurança do Estado, manter a lei e a ordem democráticas e a paz pública, proteger a vida e a integridade pessoal dos cidadãos e auxiliar o MININT e a polícia". A estrutura funcional do SINSE passou a ser organizada em dois departamentos principais: segurança (operacional) e assessoria (analítica). A nova situação mundial acabou por definir como ameaças à segurança nacional, e portanto objetos de trabalho e identificação do SINSE, o crime organizado, o extremismo, o terrorismo e a ameaça à estrutura social. Foi estabelecida uma cooperação internacional multinível. Os parceiros mais próximos do SINSE passaram a ser os serviços de inteligência de países africanos (Moçambique, Congo-Quinxassa, Congo-Brazavile, Namíbia, Zâmbia, Botsuana, Zimbábue e África do Sul), principalmente em questões de repressão da migração ilegal. Foi estabelecida cooperação com os serviços de inteligência de países da União Europeia, especialmente Portugal, para combater o tráfico de drogas e a fraude financeira. Os laços tradicionais com Cuba e a Rússia foram mantidos e foram estabelecidos contactos com o Brasil e a China — com este o monitoramento especial contra o "extremismo" e as "revoluções coloridas".
Porém, a partir de 2010, as atividades do SINSE tiveram que se ocupar novamente no confronto secreto com a BRINDE da UNITA, após vir a tona uma denúncia de que sua estrutura havia sido preservada extraoficialmente após o fim da Guerra Civil, um flagrante desrespeito pela oposição aos preceitos do Memorando de Paz de 2002. Por outro lado, a aplicação de políticas neoliberais e de austeridade pelo governo do Movimento Popular de Libertação de Angola (MPLA) fizeram crescer o descontentamento social nas áreas urbanas pobres, com o SINSE tendo que monitorar a radicalização ideológica da nova oposição não sistêmica, os conflitos raciais e o terrorismo, além de outros problemas como o fundamentalismo religioso, o tráfico de drogas, a imigração ilegal, o tráfico de pessoas e a lavagem de dinheiro.
Em 22 de abril de 2019, o Presidente João Lourenço aprovou o Estatuto do SINSE, que estabelece foco exclusivo nos interesses nacionais e estatais, com atenção para os conflitos sociais que tem sido agravados pelas políticas neoliberais e de austeridade do início da década de 2020.

## Ministros/Directores
- Director da DISA: Ludy Kissassunda (1975-1979);[5]
- Interregno (1979-1980)[5]
- Ministro do MINSE: Kundi Paihama (1980-1981);[5]
- Ministro do MINSE: Dino Matrosse (1981-1986);[5]
- Ministro do MINSE: Kundi Paihama (1986-1991);[5]
- Interregno (1991-1994)[3]
- Director/Vice-Ministro para o SINFO: Nandó dos Santos (1994-1995);[3]
- Director interino do SINFO: Baltazar Gourgel Dombolo (1995-1996);[3]
- Director do SINFO: Fernando Garcia Miala (1996-1999);[3]
- Director do SINFO: Fernando Eduardo Manuel (1999-2000);[3]
- Director do SINFO: Carlos José Manuel (2000-2002);[3]
- Directora do SINFO: Mariana Lisboa (2002-2006);[3]
- Director do SINFO: Sebastião Martins "Potássio" (2006-2010);[3]
- Director do SINSE: Sebastião Martins "Potássio" (2010-2013);[3]
- Director do SINSE: Eduardo Filomeno Barber Leiro Octávio (2013-2018);[13]
- Director do SINSE: Fernando Garcia Miala (2018).